# Ben Turner
Ben Turner (Birmingham, 21 gennaio 1988) è un ex calciatore inglese, di ruolo difensore.

## Carriera
Conta più di 100 presenze in seconda divisione inglese.